# Sheraton Sopot Hotel
Sheraton Sopot Hotel – pięciogwiazdkowy hotel w Sopocie należący do sieci Sheraton. Obiekt oddano do użytku 1 lipca 2008.

## Charakterystyka
Hotel dysponuje 189 pokojami, w tym 7 apartamentami (największy - Premier Suite ma 93m²), dwiema restauracjami, trzema barami, największym w Trójmieście spa i największym w tej części Polski centrum konferencyjnym o powierzchni 4.000 m². Obiekt usytuowany jest pomiędzy sopockim molo i Grand Hotelem. Architektonicznie stanowi integralną część z Domem Zdrojowym.
Obiekt bryłą nawiązuje do istniejącego w tym miejscu do 1945 obiektu hotelowego, który najpierw nosił nazwę Logierhaus (Dom Gościnny), następnie w okresie międzywojennym - Kurhaus Hotel (Hotel Domu Zdrojowego), którego właścicielem w 1923 był Emil Buchwaldt. Został spalony w marcu 1945. Przez kilkadziesiąt lat w tym miejscu zlokalizowany był parking.

## Najbardziej znanymi gośćmi hotelu byli
- Roman Polański, reżyser, w 2008
- Jay-Z, amerykański wokalista hip-hopowy, w 2008
- Sinéad O’Connor, irlandzka wokalistka, w 2008
- Craig David, brytyjski wokalista, w 2009
- Rihanna, piosenkarka, w lipcu 2013
- Depeche Mode, brytyjski zespół, w 2018
- Scorpions, niemiecki zespół, w 2023